# Tour de Valònia 2022
El Tour de Valònia 2022, 49a edició del Tour de Valònia, es disputà entre el 23 i el 27 de juliol de 2022 sobre un recorregut de 961,23 km distribuïts en cinc etapes. La cursa formava part del calendari de l'UCI ProSeries 2022, amb una categoria 2.Pro.
El vencedor de la classificació general fou l'australià Robert Stannard (Alpecin-Deceuninck). L'acompanyaren al podi Loïc Vliegen (Intermarché-Wanty-Gobert Matériaux) i Mattias Skjelmose Jensen (Trek-Segafredo).

## Equips
L'organització convidà a prendre part en la cursa a vint-i-dos equips, catorze UCI WorldTeam, sis ProTeams i dos equips continentals:
| WorldTeams (14)- AG2R Citroën Team - Bora-Hansgrohe - Cofidis - Team DSM - EF Education-EasyPost - Groupama-FDJ - Ineos Grenadiers - UAE Team Emirates - Intermarché-Wanty-Gobert Matériaux - Quick-Step Alpha Vinyl - Lotto-Soudal - Trek-Segafredo - Israel-Premier Tech - Movistar Team ProTeams (6)- Alpecin-Deceuninck - TotalEnergies - B&B Hotels-KTM - Bingoal Pauwels Sauces WB - Sport Vlaanderen-Baloise - Arkéa-Samsic Equips continentals (2)- Tarteletto-Isorex - Baloise Trek Lions |
| |

## Etapes
| Etapa    | Data      | Ciutats d'etapa                    | type              | Distància (km) | Desnivell (m) | Vencedor de l'etapa | Líder de la general |
| -------- | --------- | ---------------------------------- | ----------------- | -------------- | ------------- | ------------------- | ------------------- |
| 1a etapa | 23 de jul | Temploux – Huy                     | etapa accidentada | 174,44         | 2.385 m       | Julian Alaphilippe  | Julian Alaphilippe  |
| 2a etapa | 24 de jul | Verviers – Herve                   | etapa accidentada | 176,8          | 2.907 m       | Oier Lazkano López  | Robert Stannard     |
| 3a etapa | 25 de jul | Visé – Rochefort                   | etapa plana       | 194,3          | 3.084 m       | Arnaud De Lie       | Robert Stannard     |
| 4a etapa | 26 de jul | Durbuy – Couvin                    | etapa plana       | 200,89         | 3.132 m       | Davide Ballerini    | Robert Stannard     |
| 5a etapa | 27 de jul | Le Rœulx – Chapelle-lez-Herlaimont | etapa plana       | 214,8          | 1.519 m       | Jan Bakelants       | Robert Stannard     |

### 1a etapa
| \| Classificació de l'etapa \| Classificació de l'etapa \| Classificació de l'etapa \| Classificació de l'etapa \| Classificació de l'etapa \| \| Corredor \| Corredor \| Equip \| Temps \| \| \| ------------------------ \| ------------------------ \| ---------------------------------- \| ------------------------ \| ------------------------ \| \| 1r \| Julian Alaphilippe \| Quick-Step Alpha Vinyl \| 4h 06' 11" \| \| \| 2n \| Alexander Aranburu Deba \| Movistar Team \| + 1" \| \| \| 3r \| Robert Stannard \| Alpecin-Deceuninck \| + 1" \| \| \| 4t \| Mattias Skjelmose \| Trek-Segafredo \| + 5" \| \| \| 5è \| Odd Christian Eiking \| EF Education-EasyPost \| + 5" \| \| \| 6è \| Lorenzo Rota \| Intermarché-Wanty-Gobert Matériaux \| + 5" \| \| \| 7è \| Guillaume Martin \| Cofidis \| + 9" \| \| \| 8è \| Greg Van Avermaet \| AG2R Citroën Team \| + 15" \| \| \| 9è \| Clément Champoussin \| AG2R Citroën Team \| + 15" \| \| \| 10è \| Cian Uijtdebroeks \| Bora-Hansgrohe \| + 17" \| \| |                         |                                    |            |
| |                         |                                    |            |
| Font: ProCyclingStats |                         |                                    |            |
| Classificació de l'etapa |                         |                                    |            |
| Corredor | Corredor                | Equip                              | Temps      |
| 1r | Julian Alaphilippe      | Quick-Step Alpha Vinyl             | 4h 06' 11" |
| 2n | Alexander Aranburu Deba | Movistar Team                      | + 1"       |
| 3r | Robert Stannard         | Alpecin-Deceuninck                 | + 1"       |
| 4t | Mattias Skjelmose       | Trek-Segafredo                     | + 5"       |
| 5è | Odd Christian Eiking    | EF Education-EasyPost              | + 5"       |
| 6è | Lorenzo Rota            | Intermarché-Wanty-Gobert Matériaux | + 5"       |
| 7è | Guillaume Martin        | Cofidis                            | + 9"       |
| 8è | Greg Van Avermaet       | AG2R Citroën Team                  | + 15"      |
| 9è | Clément Champoussin     | AG2R Citroën Team                  | + 15"      |
| 10è | Cian Uijtdebroeks       | Bora-Hansgrohe                     | + 17"      |

| \| Classificació general \| Classificació general \| Classificació general \| Classificació general \| Classificació general \| \| Corredor \| Corredor \| Equip \| Temps \| \| \| --------------------- \| ----------------------- \| ---------------------------------- \| --------------------- \| --------------------- \| \| 1r \| Julian Alaphilippe \| Quick-Step Alpha Vinyl \| 4h 06' 01" \| \| \| 2n \| Alexander Aranburu Deba \| Movistar Team \| + 5" \| \| \| 3r \| Robert Stannard \| Alpecin-Deceuninck \| + 7" \| \| \| 4t \| Mattias Skjelmose \| Trek-Segafredo \| + 15" \| \| \| 5è \| Odd Christian Eiking \| EF Education-EasyPost \| + 15" \| \| \| 6è \| Lorenzo Rota \| Intermarché-Wanty-Gobert Matériaux \| + 15" \| \| \| 7è \| Guillaume Martin \| Cofidis \| + 19" \| \| \| 8è \| Greg Van Avermaet \| AG2R Citroën Team \| + 25" \| \| \| 9è \| Clément Champoussin \| AG2R Citroën Team \| + 25" \| \| \| 10è \| Cian Uijtdebroeks \| Bora-Hansgrohe \| + 27" \| \| |                         |                                    |            |
| |                         |                                    |            |
| Font: ProCyclingStats |                         |                                    |            |
| Classificació general |                         |                                    |            |
| Corredor | Corredor                | Equip                              | Temps      |
| 1r | Julian Alaphilippe      | Quick-Step Alpha Vinyl             | 4h 06' 01" |
| 2n | Alexander Aranburu Deba | Movistar Team                      | + 5"       |
| 3r | Robert Stannard         | Alpecin-Deceuninck                 | + 7"       |
| 4t | Mattias Skjelmose       | Trek-Segafredo                     | + 15"      |
| 5è | Odd Christian Eiking    | EF Education-EasyPost              | + 15"      |
| 6è | Lorenzo Rota            | Intermarché-Wanty-Gobert Matériaux | + 15"      |
| 7è | Guillaume Martin        | Cofidis                            | + 19"      |
| 8è | Greg Van Avermaet       | AG2R Citroën Team                  | + 25"      |
| 9è | Clément Champoussin     | AG2R Citroën Team                  | + 25"      |
| 10è | Cian Uijtdebroeks       | Bora-Hansgrohe                     | + 27"      |

### 2a etapa
| \| Classificació de l'etapa \| Classificació de l'etapa \| Classificació de l'etapa \| Classificació de l'etapa \| Classificació de l'etapa \| \| Corredor \| Corredor \| Equip \| Temps \| \| \| ------------------------ \| ------------------------ \| ---------------------------------- \| ------------------------ \| ------------------------ \| \| 1r \| Oier Lazkano López \| Movistar Team \| 4h 12' 40" \| \| \| 2n \| Loïc Vliegen \| Intermarché-Wanty-Gobert Matériaux \| + 2" \| \| \| 3r \| Jesús Herrada López \| Cofidis \| + 7" \| \| \| 4t \| Robert Stannard \| Alpecin-Deceuninck \| + 11" \| \| \| 5è \| Mattias Skjelmose \| Trek-Segafredo \| + 11" \| \| \| 6è \| Lorenzo Rota \| Intermarché-Wanty-Gobert Matériaux \| + 11" \| \| \| 7è \| Greg Van Avermaet \| AG2R Citroën Team \| + 11" \| \| \| 8è \| James Shaw \| EF Education-EasyPost \| + 11" \| \| \| 9è \| Maxim Van Gils \| Lotto-Soudal \| + 11" \| \| \| 10è \| Frederik Wandahl \| Bora-Hansgrohe \| + 11" \| \| |                     |                                    |            |
| |                     |                                    |            |
| Font: ProCyclingStats |                     |                                    |            |
| Classificació de l'etapa |                     |                                    |            |
| Corredor | Corredor            | Equip                              | Temps      |
| 1r | Oier Lazkano López  | Movistar Team                      | 4h 12' 40" |
| 2n | Loïc Vliegen        | Intermarché-Wanty-Gobert Matériaux | + 2"       |
| 3r | Jesús Herrada López | Cofidis                            | + 7"       |
| 4t | Robert Stannard     | Alpecin-Deceuninck                 | + 11"      |
| 5è | Mattias Skjelmose   | Trek-Segafredo                     | + 11"      |
| 6è | Lorenzo Rota        | Intermarché-Wanty-Gobert Matériaux | + 11"      |
| 7è | Greg Van Avermaet   | AG2R Citroën Team                  | + 11"      |
| 8è | James Shaw          | EF Education-EasyPost              | + 11"      |
| 9è | Maxim Van Gils      | Lotto-Soudal                       | + 11"      |
| 10è | Frederik Wandahl    | Bora-Hansgrohe                     | + 11"      |

| \| Classificació general \| Classificació general \| Classificació general \| Classificació general \| Classificació general \| \| Corredor \| Corredor \| Equip \| Temps \| \| \| --------------------- \| --------------------- \| ---------------------------------- \| --------------------- \| --------------------- \| \| 1r \| Robert Stannard \| Alpecin-Deceuninck \| 8h 18' 57" \| \| \| 2n \| Mattias Skjelmose \| Trek-Segafredo \| + 7" \| \| \| 3r \| Lorenzo Rota \| Intermarché-Wanty-Gobert Matériaux \| + 10" \| \| \| 4t \| Loïc Vliegen \| Intermarché-Wanty-Gobert Matériaux \| + 11" \| \| \| 5è \| Guillaume Martin \| Cofidis \| + 11" \| \| \| 6è \| Greg Van Avermaet \| AG2R Citroën Team \| + 20" \| \| \| 7è \| Cian Uijtdebroeks \| Bora-Hansgrohe \| + 22" \| \| \| 8è \| James Shaw \| EF Education-EasyPost \| + 28" \| \| \| 9è \| Jesús Herrada López \| Cofidis \| + 29" \| \| \| 10è \| Maxim Van Gils \| Lotto-Soudal \| + 32" \| \| |                     |                                    |            |
| |                     |                                    |            |
| Font: ProCyclingStats |                     |                                    |            |
| Classificació general |                     |                                    |            |
| Corredor | Corredor            | Equip                              | Temps      |
| 1r | Robert Stannard     | Alpecin-Deceuninck                 | 8h 18' 57" |
| 2n | Mattias Skjelmose   | Trek-Segafredo                     | + 7"       |
| 3r | Lorenzo Rota        | Intermarché-Wanty-Gobert Matériaux | + 10"      |
| 4t | Loïc Vliegen        | Intermarché-Wanty-Gobert Matériaux | + 11"      |
| 5è | Guillaume Martin    | Cofidis                            | + 11"      |
| 6è | Greg Van Avermaet   | AG2R Citroën Team                  | + 20"      |
| 7è | Cian Uijtdebroeks   | Bora-Hansgrohe                     | + 22"      |
| 8è | James Shaw          | EF Education-EasyPost              | + 28"      |
| 9è | Jesús Herrada López | Cofidis                            | + 29"      |
| 10è | Maxim Van Gils      | Lotto-Soudal                       | + 32"      |

### 3a etapa
| \| Classificació de l'etapa \| Classificació de l'etapa \| Classificació de l'etapa \| Classificació de l'etapa \| Classificació de l'etapa \| \| Corredor \| Corredor \| Equip \| Temps \| \| \| ------------------------ \| ------------------------ \| ---------------------------------- \| ------------------------ \| ------------------------ \| \| 1r \| Arnaud De Lie \| Lotto-Soudal \| 4h 39' 22" \| \| \| 2n \| Biniam Girmay \| Intermarché-Wanty-Gobert Matériaux \| + 0" \| \| \| 3r \| Axel Laurance \| B&B Hotels-KTM \| + 0" \| \| \| 4t \| Tom Van Asbroeck \| Israel-Premier Tech \| + 0" \| \| \| 5è \| Matteo Moschetti \| Trek-Segafredo \| + 0" \| \| \| 6è \| Alexander Aranburu Deba \| Movistar Team \| + 0" \| \| \| 7è \| Milan Menten \| Bingoal Pauwels Sauces WB \| + 0" \| \| \| 8è \| Oliviero Troia \| UAE Team Emirates \| + 0" \| \| \| 9è \| Ben Turner \| Ineos Grenadiers \| + 0" \| \| \| 10è \| Kim Heiduk \| Ineos Grenadiers \| + 0" \| \| |                         |                                    |            |
| |                         |                                    |            |
| Font: ProCyclingStats |                         |                                    |            |
| Classificació de l'etapa |                         |                                    |            |
| Corredor | Corredor                | Equip                              | Temps      |
| 1r | Arnaud De Lie           | Lotto-Soudal                       | 4h 39' 22" |
| 2n | Biniam Girmay           | Intermarché-Wanty-Gobert Matériaux | + 0"       |
| 3r | Axel Laurance           | B&B Hotels-KTM                     | + 0"       |
| 4t | Tom Van Asbroeck        | Israel-Premier Tech                | + 0"       |
| 5è | Matteo Moschetti        | Trek-Segafredo                     | + 0"       |
| 6è | Alexander Aranburu Deba | Movistar Team                      | + 0"       |
| 7è | Milan Menten            | Bingoal Pauwels Sauces WB          | + 0"       |
| 8è | Oliviero Troia          | UAE Team Emirates                  | + 0"       |
| 9è | Ben Turner              | Ineos Grenadiers                   | + 0"       |
| 10è | Kim Heiduk              | Ineos Grenadiers                   | + 0"       |

| \| Classificació general \| Classificació general \| Classificació general \| Classificació general \| Classificació general \| \| Corredor \| Corredor \| Equip \| Temps \| \| \| --------------------- \| --------------------- \| ---------------------------------- \| --------------------- \| --------------------- \| \| 1r \| Robert Stannard \| Alpecin-Deceuninck \| 15h 58' 23" \| \| \| 2n \| Loïc Vliegen \| Intermarché-Wanty-Gobert Matériaux \| + 4" \| \| \| 3r \| Mattias Skjelmose \| Trek-Segafredo \| + 6" \| \| \| 4t \| Lorenzo Rota \| Intermarché-Wanty-Gobert Matériaux \| + 8" \| \| \| 5è \| Guillaume Martin \| Cofidis \| + 11" \| \| \| 6è \| Greg Van Avermaet \| AG2R Citroën Team \| + 20" \| \| \| 7è \| Cian Uijtdebroeks \| Bora-Hansgrohe \| + 22" \| \| \| 8è \| James Shaw \| EF Education-EasyPost \| + 28" \| \| \| 9è \| Jesús Herrada López \| Cofidis \| + 29" \| \| \| 10è \| Maxim Van Gils \| Lotto-Soudal \| + 32" \| \| |                     |                                    |             |
| |                     |                                    |             |
| Font: ProCyclingStats |                     |                                    |             |
| Classificació general |                     |                                    |             |
| Corredor | Corredor            | Equip                              | Temps       |
| 1r | Robert Stannard     | Alpecin-Deceuninck                 | 15h 58' 23" |
| 2n | Loïc Vliegen        | Intermarché-Wanty-Gobert Matériaux | + 4"        |
| 3r | Mattias Skjelmose   | Trek-Segafredo                     | + 6"        |
| 4t | Lorenzo Rota        | Intermarché-Wanty-Gobert Matériaux | + 8"        |
| 5è | Guillaume Martin    | Cofidis                            | + 11"       |
| 6è | Greg Van Avermaet   | AG2R Citroën Team                  | + 20"       |
| 7è | Cian Uijtdebroeks   | Bora-Hansgrohe                     | + 22"       |
| 8è | James Shaw          | EF Education-EasyPost              | + 28"       |
| 9è | Jesús Herrada López | Cofidis                            | + 29"       |
| 10è | Maxim Van Gils      | Lotto-Soudal                       | + 32"       |

### 4a etapa
| \| Classificació de l'etapa \| Classificació de l'etapa \| Classificació de l'etapa \| Classificació de l'etapa \| Classificació de l'etapa \| \| Corredor \| Corredor \| Equip \| Temps \| \| \| ------------------------ \| ------------------------ \| ---------------------------------- \| ------------------------ \| ------------------------ \| \| 1r \| Davide Ballerini \| Quick-Step Alpha Vinyl \| 5h 10' 12" \| \| \| 2n \| José Joaquín Rojas Gil \| Movistar Team \| + 0" \| \| \| 3r \| Rui Oliveira \| UAE Team Emirates \| + 0" \| \| \| 4t \| Mattias Skjelmose \| Trek-Segafredo \| + 0" \| \| \| 5è \| Biniam Girmay \| Intermarché-Wanty-Gobert Matériaux \| + 0" \| \| \| 6è \| Matteo Trentin \| UAE Team Emirates \| + 0" \| \| \| 7è \| Jake Stewart \| Groupama-FDJ \| + 0" \| \| \| 8è \| Milan Menten \| Bingoal Pauwels Sauces WB \| + 0" \| \| \| 9è \| Axel Laurance \| B&B Hotels-KTM \| + 0" \| \| \| 10è \| Sep Vanmarcke \| Israel-Premier Tech \| + 0" \| \| |                        |                                    |            |
| |                        |                                    |            |
| Font: ProCyclingStats |                        |                                    |            |
| Classificació de l'etapa |                        |                                    |            |
| Corredor | Corredor               | Equip                              | Temps      |
| 1r | Davide Ballerini       | Quick-Step Alpha Vinyl             | 5h 10' 12" |
| 2n | José Joaquín Rojas Gil | Movistar Team                      | + 0"       |
| 3r | Rui Oliveira           | UAE Team Emirates                  | + 0"       |
| 4t | Mattias Skjelmose      | Trek-Segafredo                     | + 0"       |
| 5è | Biniam Girmay          | Intermarché-Wanty-Gobert Matériaux | + 0"       |
| 6è | Matteo Trentin         | UAE Team Emirates                  | + 0"       |
| 7è | Jake Stewart           | Groupama-FDJ                       | + 0"       |
| 8è | Milan Menten           | Bingoal Pauwels Sauces WB          | + 0"       |
| 9è | Axel Laurance          | B&B Hotels-KTM                     | + 0"       |
| 10è | Sep Vanmarcke          | Israel-Premier Tech                | + 0"       |

| \| Classificació general \| Classificació general \| Classificació general \| Classificació general \| Classificació general \| \| Corredor \| Corredor \| Equip \| Temps \| \| \| --------------------- \| --------------------- \| ---------------------------------- \| --------------------- \| --------------------- \| \| 1r \| Robert Stannard \| Alpecin-Deceuninck \| 18h 08' 35" \| \| \| 2n \| Loïc Vliegen \| Intermarché-Wanty-Gobert Matériaux \| + 4" \| \| \| 3r \| Mattias Skjelmose \| Trek-Segafredo \| + 6" \| \| \| 4t \| Lorenzo Rota \| Intermarché-Wanty-Gobert Matériaux \| + 8" \| \| \| 5è \| Guillaume Martin \| Cofidis \| + 11" \| \| \| 6è \| Greg Van Avermaet \| AG2R Citroën Team \| + 20" \| \| \| 7è \| Cian Uijtdebroeks \| Bora-Hansgrohe \| + 22" \| \| \| 8è \| James Shaw \| EF Education-EasyPost \| + 28" \| \| \| 9è \| Jesús Herrada López \| Cofidis \| + 29" \| \| \| 10è \| Maxim Van Gils \| Lotto-Soudal \| + 32" \| \| |                     |                                    |             |
| |                     |                                    |             |
| Font: ProCyclingStats |                     |                                    |             |
| Classificació general |                     |                                    |             |
| Corredor | Corredor            | Equip                              | Temps       |
| 1r | Robert Stannard     | Alpecin-Deceuninck                 | 18h 08' 35" |
| 2n | Loïc Vliegen        | Intermarché-Wanty-Gobert Matériaux | + 4"        |
| 3r | Mattias Skjelmose   | Trek-Segafredo                     | + 6"        |
| 4t | Lorenzo Rota        | Intermarché-Wanty-Gobert Matériaux | + 8"        |
| 5è | Guillaume Martin    | Cofidis                            | + 11"       |
| 6è | Greg Van Avermaet   | AG2R Citroën Team                  | + 20"       |
| 7è | Cian Uijtdebroeks   | Bora-Hansgrohe                     | + 22"       |
| 8è | James Shaw          | EF Education-EasyPost              | + 28"       |
| 9è | Jesús Herrada López | Cofidis                            | + 29"       |
| 10è | Maxim Van Gils      | Lotto-Soudal                       | + 32"       |

### 5a etapa
| \| Classificació de l'etapa \| Classificació de l'etapa \| Classificació de l'etapa \| Classificació de l'etapa \| Classificació de l'etapa \| \| Corredor \| Corredor \| Equip \| Temps \| \| \| ------------------------ \| ------------------------ \| ---------------------------------- \| ------------------------ \| ------------------------ \| \| 1r \| Jan Bakelants \| Intermarché-Wanty-Gobert Matériaux \| 4h 41' 25" \| \| \| 2n \| Robert Stannard \| Alpecin-Deceuninck \| + 0" \| \| \| 3r \| Axel Laurance \| B&B Hotels-KTM \| + 0" \| \| \| 4t \| Thibau Nys \| \| + 0" \| \| \| 5è \| Matteo Trentin \| UAE Team Emirates \| + 0" \| \| \| 6è \| Milan Menten \| Bingoal Pauwels Sauces WB \| + 0" \| \| \| 7è \| Loïc Vliegen \| Intermarché-Wanty-Gobert Matériaux \| + 0" \| \| \| 8è \| Mattias Skjelmose \| Trek-Segafredo \| + 0" \| \| \| 9è \| Marijn van den Berg \| EF Education-EasyPost \| + 0" \| \| \| 10è \| Filippo Baroncini \| Trek-Segafredo \| + 0" \| \| |                     |                                    |            |
| |                     |                                    |            |
| Font: ProCyclingStats |                     |                                    |            |
| Classificació de l'etapa |                     |                                    |            |
| Corredor | Corredor            | Equip                              | Temps      |
| 1r | Jan Bakelants       | Intermarché-Wanty-Gobert Matériaux | 4h 41' 25" |
| 2n | Robert Stannard     | Alpecin-Deceuninck                 | + 0"       |
| 3r | Axel Laurance       | B&B Hotels-KTM                     | + 0"       |
| 4t | Thibau Nys          |                                    | + 0"       |
| 5è | Matteo Trentin      | UAE Team Emirates                  | + 0"       |
| 6è | Milan Menten        | Bingoal Pauwels Sauces WB          | + 0"       |
| 7è | Loïc Vliegen        | Intermarché-Wanty-Gobert Matériaux | + 0"       |
| 8è | Mattias Skjelmose   | Trek-Segafredo                     | + 0"       |
| 9è | Marijn van den Berg | EF Education-EasyPost              | + 0"       |
| 10è | Filippo Baroncini   | Trek-Segafredo                     | + 0"       |

## Classificacions finals

### Classificació general
| \| Classificació general \| Classificació general \| Classificació general \| Classificació general \| Classificació general \| \| Corredor \| Corredor \| Equip \| Temps \| \| \| --------------------- \| --------------------- \| ---------------------------------- \| --------------------- \| --------------------- \| \| 1r \| Robert Stannard \| Alpecin-Deceuninck \| 22h 49' 54" \| \| \| 2n \| Loïc Vliegen \| Intermarché-Wanty-Gobert Matériaux \| + 10" \| \| \| 3r \| Mattias Skjelmose \| Trek-Segafredo \| + 12" \| \| \| 4t \| Lorenzo Rota \| Intermarché-Wanty-Gobert Matériaux \| + 14" \| \| \| 5è \| Greg Van Avermaet \| AG2R Citroën Team \| + 26" \| \| \| 6è \| James Shaw \| EF Education-EasyPost \| + 34" \| \| \| 7è \| Maxim Van Gils \| Lotto-Soudal \| + 38" \| \| \| 8è \| Frederik Wandahl \| Bora-Hansgrohe \| + 43" \| \| \| 9è \| Omer Goldstein \| Israel-Premier Tech \| + 46" \| \| \| 10è \| Guillaume Martin \| Cofidis \| + 51" \| \| |                   |                                    |             |
| |                   |                                    |             |
| Font: ProCyclingStats |                   |                                    |             |
| Classificació general |                   |                                    |             |
| Corredor | Corredor          | Equip                              | Temps       |
| 1r | Robert Stannard   | Alpecin-Deceuninck                 | 22h 49' 54" |
| 2n | Loïc Vliegen      | Intermarché-Wanty-Gobert Matériaux | + 10"       |
| 3r | Mattias Skjelmose | Trek-Segafredo                     | + 12"       |
| 4t | Lorenzo Rota      | Intermarché-Wanty-Gobert Matériaux | + 14"       |
| 5è | Greg Van Avermaet | AG2R Citroën Team                  | + 26"       |
| 6è | James Shaw        | EF Education-EasyPost              | + 34"       |
| 7è | Maxim Van Gils    | Lotto-Soudal                       | + 38"       |
| 8è | Frederik Wandahl  | Bora-Hansgrohe                     | + 43"       |
| 9è | Omer Goldstein    | Israel-Premier Tech                | + 46"       |
| 10è | Guillaume Martin  | Cofidis                            | + 51"       |

### Classificacions secundàries
| Classificació per punts | Classificació per punts | Classificació per punts            | Classificació per punts | Classificació per punts |
| Corredor                | Corredor                | Equip                              | Punts                   |                         |
| ----------------------- | ----------------------- | ---------------------------------- | ----------------------- | ----------------------- |
| 1r                      | Robert Stannard         | Alpecin-Deceuninck                 | 45 pts                  |                         |
| 2n                      | Axel Laurance           | B&B Hotels-KTM                     | 32 pts                  |                         |
| 3r                      | Mattias Skjelmose       | Trek-Segafredo                     | 31 pts                  |                         |
| 4t                      | Alexander Aranburu Deba | Movistar Team                      | 26 pts                  |                         |
| 5è                      | Oier Lazkano López      | Movistar Team                      | 25 pts                  |                         |
| 6è                      | Davide Ballerini        | Quick-Step Alpha Vinyl             | 25 pts                  |                         |
| 7è                      | Loïc Vliegen            | Intermarché-Wanty-Gobert Matériaux | 24 pts                  |                         |
| 8è                      | Jan Bakelants           | Intermarché-Wanty-Gobert Matériaux | 20 pts                  |                         |
| 9è                      | José Joaquín Rojas Gil  | Movistar Team                      | 20 pts                  |                         |
| 10è                     | Jesús Herrada López     | Cofidis                            | 15 pts                  |                         |

| Classificació per punts | Classificació per punts | Classificació per punts            | Classificació per punts | Classificació per punts |
| Corredor                | Corredor                | Equip                              | Punts                   |                         |
| ----------------------- | ----------------------- | ---------------------------------- | ----------------------- | ----------------------- |
| 1r                      | Robert Stannard         | Alpecin-Deceuninck                 | 45 pts                  |                         |
| 2n                      | Axel Laurance           | B&B Hotels-KTM                     | 32 pts                  |                         |
| 3r                      | Mattias Skjelmose       | Trek-Segafredo                     | 31 pts                  |                         |
| 4t                      | Alexander Aranburu Deba | Movistar Team                      | 26 pts                  |                         |
| 5è                      | Oier Lazkano López      | Movistar Team                      | 25 pts                  |                         |
| 6è                      | Davide Ballerini        | Quick-Step Alpha Vinyl             | 25 pts                  |                         |
| 7è                      | Loïc Vliegen            | Intermarché-Wanty-Gobert Matériaux | 24 pts                  |                         |
| 8è                      | Jan Bakelants           | Intermarché-Wanty-Gobert Matériaux | 20 pts                  |                         |
| 9è                      | José Joaquín Rojas Gil  | Movistar Team                      | 20 pts                  |                         |
| 10è                     | Jesús Herrada López     | Cofidis                            | 15 pts                  |                         |

| Classificació de la muntanya | Classificació de la muntanya | Classificació de la muntanya | Classificació de la muntanya | Classificació de la muntanya |
| Corredor                     | Corredor                     | Equip                        | Punts                        |                              |
| ---------------------------- | ---------------------------- | ---------------------------- | ---------------------------- | ---------------------------- |
| 1r                           | Victor Campenaerts           | Lotto-Soudal                 | 50 pts                       |                              |
| 2n                           | Oier Lazkano López           | Movistar Team                | 30 pts                       |                              |
| 3r                           | Lennert Teugels              | Tarteletto-Isorex            | 28 pts                       |                              |
| 4t                           | Rui Oliveira                 | UAE Team Emirates            | 28 pts                       |                              |
| 5è                           | Ivo Oliveira                 | UAE Team Emirates            | 26 pts                       |                              |
| 6è                           | José Joaquín Rojas Gil       | Movistar Team                | 22 pts                       |                              |
| 7è                           | Thijs Aerts                  | Baloise Trek Lions           | 20 pts                       |                              |
| 8è                           | Davide Ballerini             | Quick-Step Alpha Vinyl       | 20 pts                       |                              |
| 9è                           | Edward Theuns                | Trek-Segafredo               | 14 pts                       |                              |
| 10è                          | Maxime Chevalier             | B&B Hotels-KTM               | 14 pts                       |                              |

| Classificació de la muntanya | Classificació de la muntanya | Classificació de la muntanya | Classificació de la muntanya | Classificació de la muntanya |
| Corredor                     | Corredor                     | Equip                        | Punts                        |                              |
| ---------------------------- | ---------------------------- | ---------------------------- | ---------------------------- | ---------------------------- |
| 1r                           | Victor Campenaerts           | Lotto-Soudal                 | 50 pts                       |                              |
| 2n                           | Oier Lazkano López           | Movistar Team                | 30 pts                       |                              |
| 3r                           | Lennert Teugels              | Tarteletto-Isorex            | 28 pts                       |                              |
| 4t                           | Rui Oliveira                 | UAE Team Emirates            | 28 pts                       |                              |
| 5è                           | Ivo Oliveira                 | UAE Team Emirates            | 26 pts                       |                              |
| 6è                           | José Joaquín Rojas Gil       | Movistar Team                | 22 pts                       |                              |
| 7è                           | Thijs Aerts                  | Baloise Trek Lions           | 20 pts                       |                              |
| 8è                           | Davide Ballerini             | Quick-Step Alpha Vinyl       | 20 pts                       |                              |
| 9è                           | Edward Theuns                | Trek-Segafredo               | 14 pts                       |                              |
| 10è                          | Maxime Chevalier             | B&B Hotels-KTM               | 14 pts                       |                              |

| Classificació del millor jove | Classificació del millor jove | Classificació del millor jove | Classificació del millor jove | Classificació del millor jove |
| Corredor                      | Corredor                      | Equip                         | Temps                         |                               |
| ----------------------------- | ----------------------------- | ----------------------------- | ----------------------------- | ----------------------------- |
| 1r                            | Robert Stannard               | Alpecin-Deceuninck            | 22h 49' 54"                   |                               |
| 2n                            | Mattias Skjelmose             | Trek-Segafredo                | + 12"                         |                               |
| 3r                            | Maxim Van Gils                | Lotto-Soudal                  | + 38"                         |                               |
| 4t                            | Frederik Wandahl              | Bora-Hansgrohe                | + 43"                         |                               |
| 5è                            | Oier Lazkano López            | Movistar Team                 | + 55"                         |                               |
| 6è                            | Filippo Baroncini             | Trek-Segafredo                | + 1' 41"                      |                               |
| 7è                            | Ben Healy                     | EF Education-EasyPost         | + 3' 03"                      |                               |
| 8è                            | Pim Ronhaar                   | Baloise Trek Lions            | + 10' 40"                     |                               |
| 9è                            | Kévin Vauquelin               | Arkéa-Samsic                  | + 11' 42"                     |                               |
| 10è                           | Ben Turner                    | Ineos Grenadiers              | + 12' 11"                     |                               |

| Classificació del millor jove | Classificació del millor jove | Classificació del millor jove | Classificació del millor jove | Classificació del millor jove |
| Corredor                      | Corredor                      | Equip                         | Temps                         |                               |
| ----------------------------- | ----------------------------- | ----------------------------- | ----------------------------- | ----------------------------- |
| 1r                            | Robert Stannard               | Alpecin-Deceuninck            | 22h 49' 54"                   |                               |
| 2n                            | Mattias Skjelmose             | Trek-Segafredo                | + 12"                         |                               |
| 3r                            | Maxim Van Gils                | Lotto-Soudal                  | + 38"                         |                               |
| 4t                            | Frederik Wandahl              | Bora-Hansgrohe                | + 43"                         |                               |
| 5è                            | Oier Lazkano López            | Movistar Team                 | + 55"                         |                               |
| 6è                            | Filippo Baroncini             | Trek-Segafredo                | + 1' 41"                      |                               |
| 7è                            | Ben Healy                     | EF Education-EasyPost         | + 3' 03"                      |                               |
| 8è                            | Pim Ronhaar                   | Baloise Trek Lions            | + 10' 40"                     |                               |
| 9è                            | Kévin Vauquelin               | Arkéa-Samsic                  | + 11' 42"                     |                               |
| 10è                           | Ben Turner                    | Ineos Grenadiers              | + 12' 11"                     |                               |

| Classificació per equips | Classificació per equips           | Classificació per equips | Classificació per equips |
| Equip                    | Equip                              | Temps                    |                          |
| ------------------------ | ---------------------------------- | ------------------------ | ------------------------ |
| 1r                       | Lotto-Soudal                       | 68h 34' 36"              |                          |
| 2n                       | Intermarché-Wanty-Gobert Matériaux | + 4' 28"                 |                          |
| 3r                       | Bora-Hansgrohe                     | + 6' 30"                 |                          |
| 4t                       | EF Education-EasyPost              | + 7' 15"                 |                          |
| 5è                       | Trek-Segafredo                     | + 7' 58"                 |                          |
| 6è                       | Cofidis                            | + 9' 10"                 |                          |
| 7è                       | Israel-Premier Tech                | + 10' 22"                |                          |
| 8è                       | AG2R Citroën Team                  | + 14' 17"                |                          |
| 9è                       | Movistar Team                      | + 15' 18"                |                          |
| 10è                      | Alpecin-Deceuninck                 | + 23' 54"                |                          |

| Classificació per equips | Classificació per equips           | Classificació per equips | Classificació per equips |
| Equip                    | Equip                              | Temps                    |                          |
| ------------------------ | ---------------------------------- | ------------------------ | ------------------------ |
| 1r                       | Lotto-Soudal                       | 68h 34' 36"              |                          |
| 2n                       | Intermarché-Wanty-Gobert Matériaux | + 4' 28"                 |                          |
| 3r                       | Bora-Hansgrohe                     | + 6' 30"                 |                          |
| 4t                       | EF Education-EasyPost              | + 7' 15"                 |                          |
| 5è                       | Trek-Segafredo                     | + 7' 58"                 |                          |
| 6è                       | Cofidis                            | + 9' 10"                 |                          |
| 7è                       | Israel-Premier Tech                | + 10' 22"                |                          |
| 8è                       | AG2R Citroën Team                  | + 14' 17"                |                          |
| 9è                       | Movistar Team                      | + 15' 18"                |                          |
| 10è                      | Alpecin-Deceuninck                 | + 23' 54"                |                          |

## Evolució de les classificacions
| Etapa                  | Vencedor               | Classificació general | Classificació per punts  | Classificació de la muntanya | Classificació dels esprints intermedis | Classificació dels joves | Classificació per equips           |
| ---------------------- | ---------------------- | --------------------- | ------------------------ | ---------------------------- | -------------------------------------- | ------------------------ | ---------------------------------- |
| 1                      | Julian Alaphilippe     | Julian Alaphilippe    | Julian Alaphilippe       | Lennert Teugels              | Fabian Lienhard                        | Robert Stannard          | Intermarché-Wanty-Gobert Matériaux |
| 2                      | Oier Lazkano           | Robert Stannard       | Oier Lazkano             | Gianni Vermeersch            | Fabian Lienhard                        | Robert Stannard          | Lotto-Soudal                       |
| 3                      | Arnaud De Lie          | Robert Stannard       | Alex Aranburu            | Victor Campenaerts           | Casper Pedersen                        | Robert Stannard          | Lotto-Soudal                       |
| 4                      | Davide Ballerini       | Robert Stannard       | Mattias Skjelmose Jensen | Victor Campenaerts           | Casper Pedersen                        | Robert Stannard          | Lotto-Soudal                       |
| 5                      | Jan Bakelants          | Robert Stannard       | Robert Stannard          | Victor Campenaerts           | Dries Van Gestel                       | Robert Stannard          | Lotto-Soudal                       |
| Classificacions finals | Classificacions finals | Robert Stannard       | Robert Stannard          | Victor Campenaerts           | Dries Van Gestel                       | Robert Stannard          | Lotto-Soudal                       |